# Šlomo Dov Goitein
Šlomo nebo též Shlomo Dov Goitein, původně Fritz Goitein (3. dubna 1900 Burgkunstadt - 6. února 1985 Princeton) byl německý arabista a orientalista, moravského a židovského původu.

## Život
Pocházel z rodu Goiteinů původem z moravského Kojetína (německy Kojetein), z něhož vzešlo mmnoho rabínů a učenců. Jeho prapradědeček Baruch Bendit Goitein (1770–1839), zvaný Kesef Nivchar podle své práce o otázkách Talmudu, vydané v Praze v letech 1827/28, byl rabín. Otec Eduard Ezechiel Goitein, který se narodil již v uherském Hőgyészi, byl v letech 1895 až 1914 okresním rabínem v Horních Francích.
V letech 1918 až 1923 studoval arabštinu a islamistiku na Goethově univerzitě ve Frankfurtu nad Mohanem u Josefa Horovitze (1874–1931) a následně emigroval do Palestiny. V roce 1928 se stal přednášejícím v Ústavu orientálních studií na Hebrejské univerzitě v Jeruzalémě. V Palestině ve 30. letech 20. století již jako Šlomo Dov Gojtajn, pracoval jako britský vládní školní inspektor pro židovské školy.
V roce 1947 získal profesuru na Hebrejské univerzitě, kterou zastával deset let. V roce 1957 se přestěhoval do Spojených států amerických, kde zastával funkci profesora arabštiny na Pensylvánské univerzitě ve Filadelfii. V roce 1971 odešel do penze a zbytek života strávil v Princetonu, kde se stal členem Institutu pro pokročilá studia. V roce 1970 byl zvolen členem Americké filozofické společnosti.

### Badatelská činnost
Jeho výzkumnou činnost lze rozdělit do tří období.
1. V prvním období publikoval několik studií o náboženských fenoménech islámu, (např. islámská modlitba a postní měsíc ramadán ad.). Jako závěr těchto studií publikoval v roce 1936 5. svazek historického díla Ansáb al-ašráf od arabského historika al-Baladhuriho z 9. století.
2. Ve svém druhém období se zabýval především kulturním dědictvím Jemenitů - jemenských Židů. O tomto dědictví pojednává dílo Yemenica, sbírka přísloví ze středního Jemenu, či vydání cestopisu Chajima Chavšuše (1833–1899), který v roce 1870 doprovázel francouzského orientalistu Josepha Halévyho na jeho cestách po Jemenu a Nadžránu, patřící až do roku 1934 Saúdské Arábii (judeo-arabský (sanaʾni) text z roku 1941).
3. Třetí období bádání věnoval především publikaci dokumentů z káhirské genizy, jejichž závěry publikoval ve svém monumentálním pětisvazkovém díle Středomořská společnost. Napsal také spis Jews and Arabs – Their Contacts through the Ages (Židé a Arabové - kontakty v průběhu věků), 3. vydání v roce 1967.

## Práce (výběr)
- A Mediterranean Society: The Jewish Communities of the Arab World as portrayed in the Documents of the Cairo Geniza. 6 Bände, University of California Press, Berkeley and Los Angeles 1967–1988, ISBN 0-520-04869-5
- Studies in Islamic History and Institutions. Leiden 1966
- Letters of Medieval Jewish Traders. Princeton 1973
- S. D. Goitein and Mordechai A. Friedman: India Traders of the Middle Ages. Documents from the Cairo Geniza (India Book). Leiden and Boston 2008, ISBN 978-90-04-15472-8